# Sinoderces xueae
Espèce
Sinoderces xueae est une espèce d'araignées aranéomorphes de la famille des Psilodercidae.

## Distribution
Cette espèce est endémique de Hainan en Chine,. Elle se rencontre dans la grotte Ai.

## Description
Le mâle holotype mesure 1,94 mm et la femelle paratype 2,08 mm.

## Étymologie
Cette espèce est nommée en l'honneur de Wen-jing Xue.

## Publication originale
- Bai, Li & Li, 2019 : Ten new species of the spider genus Sinoderces Li & Li, 2017 from China, Laos and Thailand (Araneae, Psilodercidae). ZooKeys, no 886, p. 79-111 (texte intégral).